# Roy Conli
Roi Conly (...) è un produttore cinematografico e doppiatore statunitense.
È noto soprattutto per aver prodotto Classici Disney come Il pianeta del tesoro nel 2002, Rapunzel - L'intreccio della torre nel 2010 e Big Hero 6 nel 2014, con il quale vince l'Oscar come miglior film d'animazione nel 2015.

## Filmografia parziale
- Il gobbo di Notre Dame (1996)
- Il pianeta del tesoro (2002)
- Rapunzel - L'intreccio della torre (2010)
- Big Hero 6 (2014)
- Strange World - Un mondo misterioso (Strange World), regia di Don Hall (2022)